# Manhattan Mall

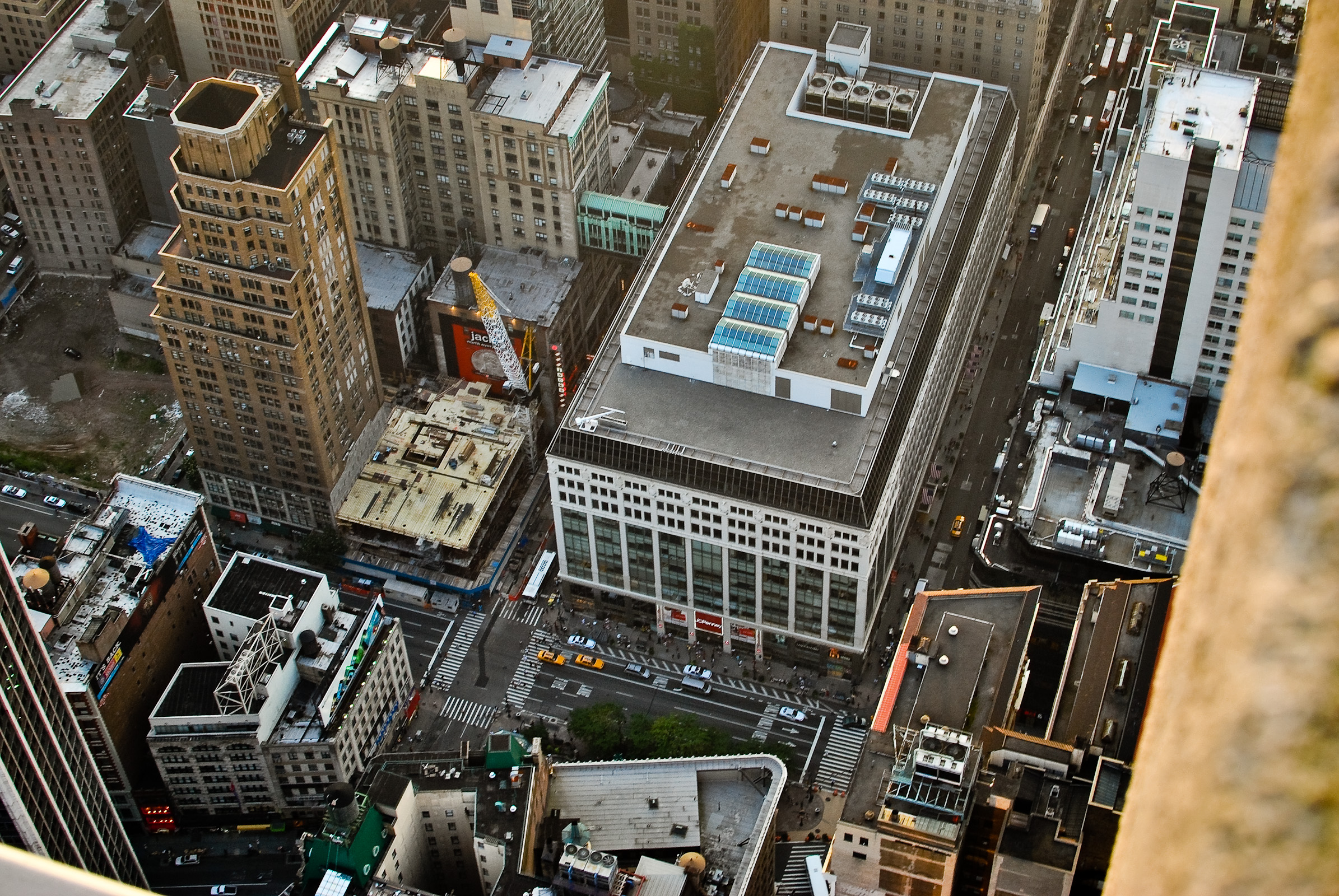
El Manhattan Mall visto desde el Empire State Building.

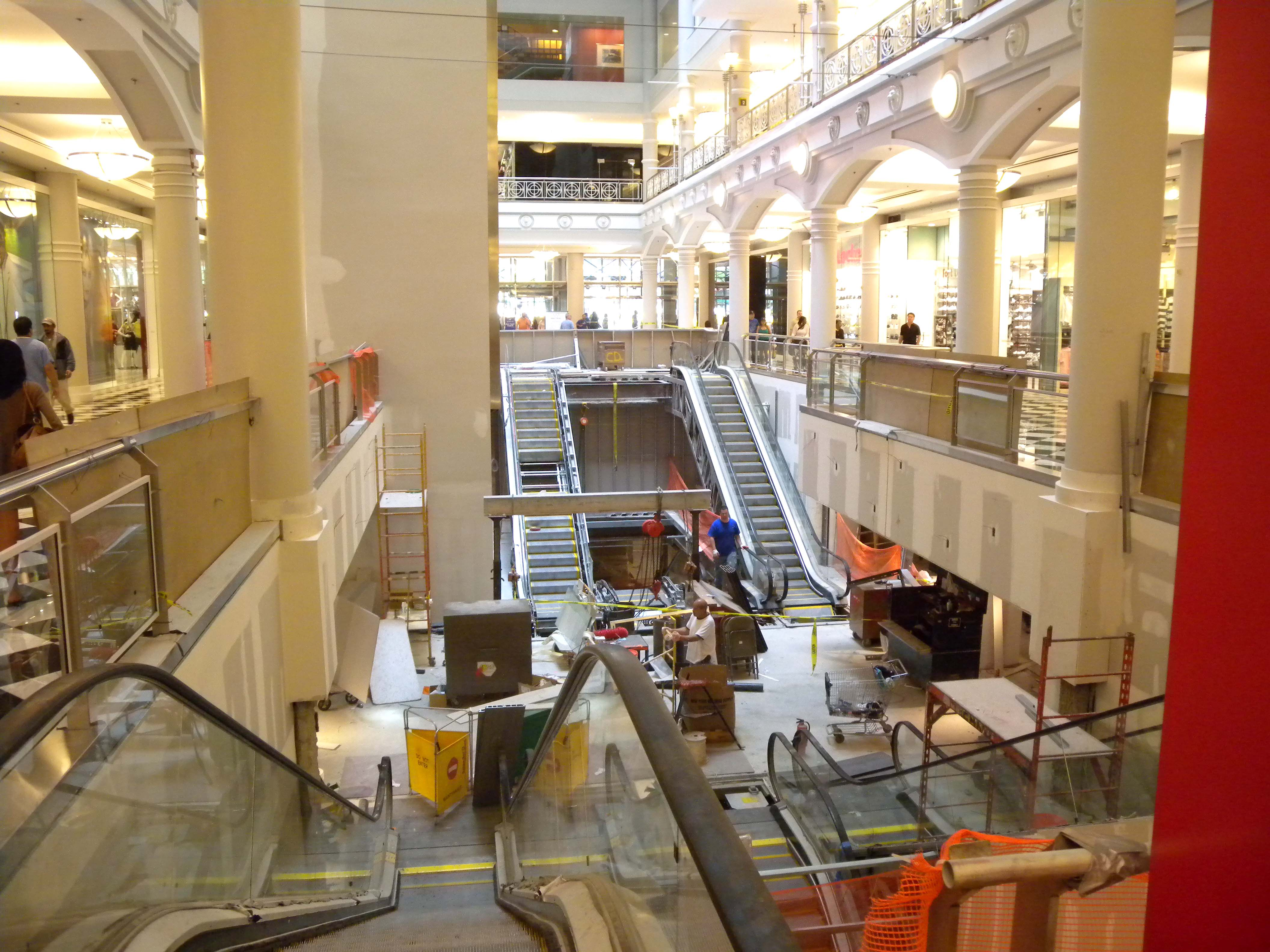
El interior durante la renovación.

El Manhattan Mall es un centro comercial de Nueva York situado en la intersección de la calle 33 y la Sexta Avenida, en el corazón de Midtown Manhattan, que alberga decenas de tiendas de marcas internacionales. En el segundo sótano del edificio hay entradas a la estación Calle 34–Herald Square del Metro de Nueva York y a la estación Calle 33 del PATH. Es uno de los pocos centros comerciales de la ciudad que no dispone de aparcamiento propio para los clientes.

## Historia
El edificio fue construido originalmente como la tienda insignia de la cadena de grandes almacenes Gimbels. Fue diseñado por el renombrado arquitecto Daniel Burnham e inaugurado el 29 de septiembre de 1910, y formaba parte del grupo de grandes almacenes que rodeaban Herald Square, en Midtown Manhattan. Ofrecía 110 000 m² de espacio disponible. Uno de sus puntos fuertes era su fácil acceso a la estación Calle 34–Herald Square del Metro de Nueva York, debido a lo cual, sin embargo, en la época en la que Gimbels cerró en 1986, esta tienda tenía la mayor tasa de pérdidas por hurto del mundo. El centro comercial también estaba conectado con un pasaje peatonal bajo la calle 32, que conectaba la Estación de Pensilvania con las estaciones Calle 34–Herald Square del Metro de Nueva York y Calle 33 del PATH. Este pasaje fue cerrado en la década de 1990 por motivos de seguridad.
Gimbels cerró en 1986. Tras ser sometido a una renovación, el edificio reabrió en 1989 con el nombre de A&S Plaza, teniendo como tienda ancla a unos grandes almacenes Abraham & Straus (A&S). El centro comercial tenía originalmente trece plantas de altura, pero el difícil acceso a las plantas más altas hizo que fuera un fracaso financiero.
A&S cerró en 1995 y la tienda ancla pasó a ser ocupada por Stern's después de que Federated Department Stores adquiriera la marca. El edificio fue renombrado Manhattan Mall tras el cierre de A&S. Stern's cerró en 2001, después de que Federated Department Stores decidiera suprimir la marca. A diferencia de otras tiendas de Stern's, la del Manhattan Mall no se convirtió en unos Macy's. En su lugar, la tienda ancla se dividió en espacios más pequeños, incluidos unos Steve & Barry's y un food court. Las diez plantas más altas fueron transformadas en oficinas poco después del cierre de Stern's. Venture compró el edificio en 1999 por 135 millones de dólares y lo vendió a Vornado Realty Trust en 2006 por 689 millones de dólares.
El 18 de abril de 2007, JCPenney anunció que abriría una tienda ancla de 14 000 m² en las plantas más bajas del centro comercial, que fue la primera tienda de JCPenney en Manhattan. El food court del centro comercial, que en esa época contenía el único restaurante Arby's de Manhattan, junto con tiendas como las de Steve & Barry's, Brookstone y Nine West, fue cerrado en 2008 para dejar espacio a la nueva tienda. La tienda fue inaugurada oficialmente el 31 de julio de 2009. El 7 de julio de 2020, la tienda de JCPenney cerró permanentemente como parte de un proceso de reestructuración adoptado tras declararse en quiebra como consecuencia de la pandemia de COVID-19, que contemplaba cerrar 151 tiendas en todo el país.